# 政务院财政经济委员会
政务院财政经济委员会是中华人民共和国中央人民政府政务院的一个部门，根据1949年9月27日中国人民政治协商会议第一届全体会议通过的《中华人民共和国中央人民政府组织法》第十八条的规定，于1949年9月设立。

## 职权
按照相关规定，政务院财政经济委员会负责指导当时的财政部、贸易部、重工业部、燃料工业部、纺织工业部、食品工业部、轻工业部、铁道部、邮电部、交通部、农业部、林垦部、水利部、劳动部、人民银行、海关总署的工作。
为进行工作，政务院财政经济委员会可以对这些部门和部门所属的下级机关颁发决议和命令，并审查其执行情况。

## 历史
1949年9月27日中国人民政治协商会议第一届全体会议通过《中华人民共和国中央人民政府组织法》，根据第十八条的规定设置政务院财政经济委员会。
1950年成立中华全国合作社联合总社，撤销中央合作事业管理局。
1952年11月15日，中央人民政府委员会第十九次会议的决定，为了适应1953年即将开展的全国大规模的有计划的经济建设与文化建设的新形势和新任务，加强对各项工作的集中统一的领导，在中央人民政府委员会下成立国家计划委员会，中央人民政府政务院设置地质部、从重工业部分设第二机械工业部（主管国防工业），将原贸易部分设为新的对外贸易部和商业部。为此，政务院财政经济委员会的机构也做了相应调整，撤销了中央财经计划局、中央技术管理局、中央外贸企业局、矿产地质勘探局。
1953年，财政经济委员会设第一、第二、第三、第四、第五、第六办公厅，分别指导有关财经方面各部门的工作。
1954年9月，第一届全国人民代表大会第一次会议在北京召开，会议通过了《中华人民共和国宪法》和《中华人民共和国国务院组织法》，成立中华人民共和国国务院。根据国务院《关于设立、调整中央和地方国家机关及有关事项的通知》，中央人民政府政务院财政经济委员会即告结束。国务院按照《国务院组织法》的规定，成立了国务院第三办公室、第四办公室、第五办公室、第六办公室、第七办公室和第八办公室，协助国务院总理分别掌管工业、交通、财贸金融、农林部门的工作。

## 编制
根据《中华人民共和国中央人民政府组织法》的规定和中央人民政府委员会的任命，政务院财政经济委员会设主任一名（由副总理兼任）、副主任三名，委员五十名、秘书长一名、副秘书长两名。

### 组成人员
以下主任、副主任、委员如无注明，均为1949年10月19日中央人民政府委员会第三次会议通过。秘书长、副秘书长如无注明，均为1949年12月4日中央人民政府委员会第四次会议通过：
- 主任
  - 陈云
- 副主任：
  - 薄一波（1949.10）
  - 马寅初（1949.10）
  - 李富春（1950年4月11日至1954年9月）
  - 曾山（1952年8月7日至1954年9月）
  - 贾拓夫（1952年8月7日至1954年9月）
  - 叶季壮（1952年8月7日至1954年9月）
  - 邓子恢（1952年11月15日至1954年9月）
  - 邓小平（1953年9月18日至1954年9月）
  - 李维汉（1953年9月18日至1954年9月）
  - 李先念（1954年6月19日至1954年9月）
- 委员：李富春、贾拓夫、邓子恢、曾山、叶季壮、陈郁、杨立三、黄炎培、滕代远、朱学范、章伯钧、李书城、梁希、傅作义、李立三、南汉宸、孔原、戎子和、何长工、钱之光、宋裕和、薛暮桥、宋劭文、曹菊如、钱昌照、孙晓村、范子文、钟林、孟用潜、冀朝鼎、梅龚彬、章乃器、胡厥文、盛丕华、包达三、俞寰澄、冷遹、吴羹梅、李士豪、千家驹、李民欣、刘子久、罗叔章、陈叔通、简玉阶、侯德榜、胡子昂、周苍柏、周叔弢、宋裴卿、程子华（1950年12月26日至1954年9月）、李伯球（1953年至1954年9月）
- 秘书长：薛暮桥（1949年12月4日至1952年8月7日）、宋劭文（1952年8月7日至1954年9月）
- 副秘书长：胡子婴、周荣鑫、曹菊如（1951年9月3日至1954年9月）、徐寿轩（1951年9月3日至1954年9月）、范子文（?年至1954年9月）、杨放之（1952年8月7日至1954年9月）、薛暮桥（1952年8月7日至1954年9月）

### 组织结构
- 政务院财政经济委员会
  - 办公厅 主任：周荣鑫（兼）（1949年12月4日至?）、徐寿轩（?至?）、马豫章（兼中财委机关党委副书记）
    - 秘书处 处长廖季立
    - 行政处
    - 机要处
    - 交际处

  - 中央财经计划局 局长宋劭文，副局长曹菊如、钱昌照、孙晓村、杨放之
    - 综合计划处
    - 财政金融计划处
    - 贸易计划处
    - 重工业计划处（沈鸿）
    - 燃料工业计划处
    - 轻工业计划处
    - 地方工业计划处
    - 农业计划处
    - 交通运输计划处 处长张国坚
    - 物资供应计划处
    - 文化保健计划处
    - 劳动薪资处
    - 基本建设计划处
    - 定额标准处

  - 中央财政经济统计局
  - 技术规格处
  - 中央技术管理局 局长钟林 副局长陈修和
    - 国防工业处

  - 中央私营企业局：局长薛暮桥，副局长千家驹、吴羹梅。 建国之初私营企业占绝大多数的现状。“1950年私营商业在批发方面占71.6%，在零售方面高达85.3%，均占绝大多数。”随着对私营工商企业的社会主义改造，“截至1952年，私营商业经营比重在社会商品批发总额中降至36.3%。”[2]在此情况下，1952年11月，经政务院批准，中央私营企业局与中央外资企业局合并为中央工商行政管理局。
    - 秘书室
    - 产权股权处
    - 私营企业处
    - 调查研究处

  - 中央合作事业管理局 局长：孟用潜
    - 供销合作指导处
    - 生产合作指导处
    - 水利合作事务处
    - 财务处
    - 视导处
    - 计划处
    - 干部处

  - 中央外资企业局 局长：冀朝鼎
    - 外贸企业处
    - 外资处处长管大同

  - 中央财政经济人事局（1950年并入中央人民政府人事部）局长：范子文
  - 矿产地质勘探局 局长：谭锡畴（1952年6月4日病逝）
  - 编译室 主任王寅生，副主任李国钧
    - 国际经济处

  - 全国仓库物资清理调配委员会[3]：
    - 主任：陈云
    - 副主任：杨立三
    - 委员：宋劭文、王逢原、孙越崎、戎子和、张国坚
    - 秘书长：宋劭文
    - 副秘书长：王逢原
- 中央物资分配局

### 引用
1. ↑   (PDF). 中央情报局: 16–18. 1950-03-22  [2019-06-25]. （原始内容存档 (PDF)于2019-08-11）.
2. ↑  《中国共产党历史》（第二卷）
3. ↑  全国仓库物资清理调配委员会 陈云杨立三任正副主任，人民日报1950年4月1日，第1版